# Acropolis rallye 2003
Acropolis rallye 2003 byla šestou soutěží Mistrovství světa v rallye 2003. Zvítězil zde Markko Märtin s vozem Ford Focus RS WRC. Soutěž měla 22 rychlostních zkoušek o délce 399,49 km. Na startu bylo 78 posádek a do cíle jich dojelo 37.

## Průběh soutěže
Märtin se dostal do vedení už na druhé rychlostní zkoušce, udržel jej až do cíle a vybojoval tak své první vítězství. O druhé místo bojovali celou dobu Carlos Sainz s vozem Citroën Xsara WRC a Petter Solberg s vozem Subaru Impreza WRC. Nakonec Sainz těsně Solberga porazil. Na devátém místě soutěž dokončil Didier Auriol s vozem Škoda Octavia WRC. Na soutěži startoval i Roman Kresta s vozem Peugeot 206 WRC a vyhrál osmý test, který byl později zrušen.

## Výsledky
1. Markko Märtin, Michael Park - Ford Focus RS WRC
2. Carlos Sainz, Marc Marti - Citroën Xsara WRC
3. Petter Solberg, Phil Mills - Subaru Impreza WRC
4. Richard Burns, Robert Reid - Peugeot 206 WRC
5. Tommi Mäkinen, Kaj Lindström - Subaru Impreza WRC
6. Harri Rovanperä, Risto Pietiläinen - Peugeot 206 WRC
7. Gilles Panizzi, Hervé Panizzi - Peugeot 206 WRC
8. Colin McRae, Derek Ringer - Citroën Xsara WRC
9. Didier Auriol, Denis Giraudet - Škoda Octavia WRC
10. Jari-Matti Latvala, Carl Williamson - Ford Focus RS WRC